# St. Marien (Wickershain)

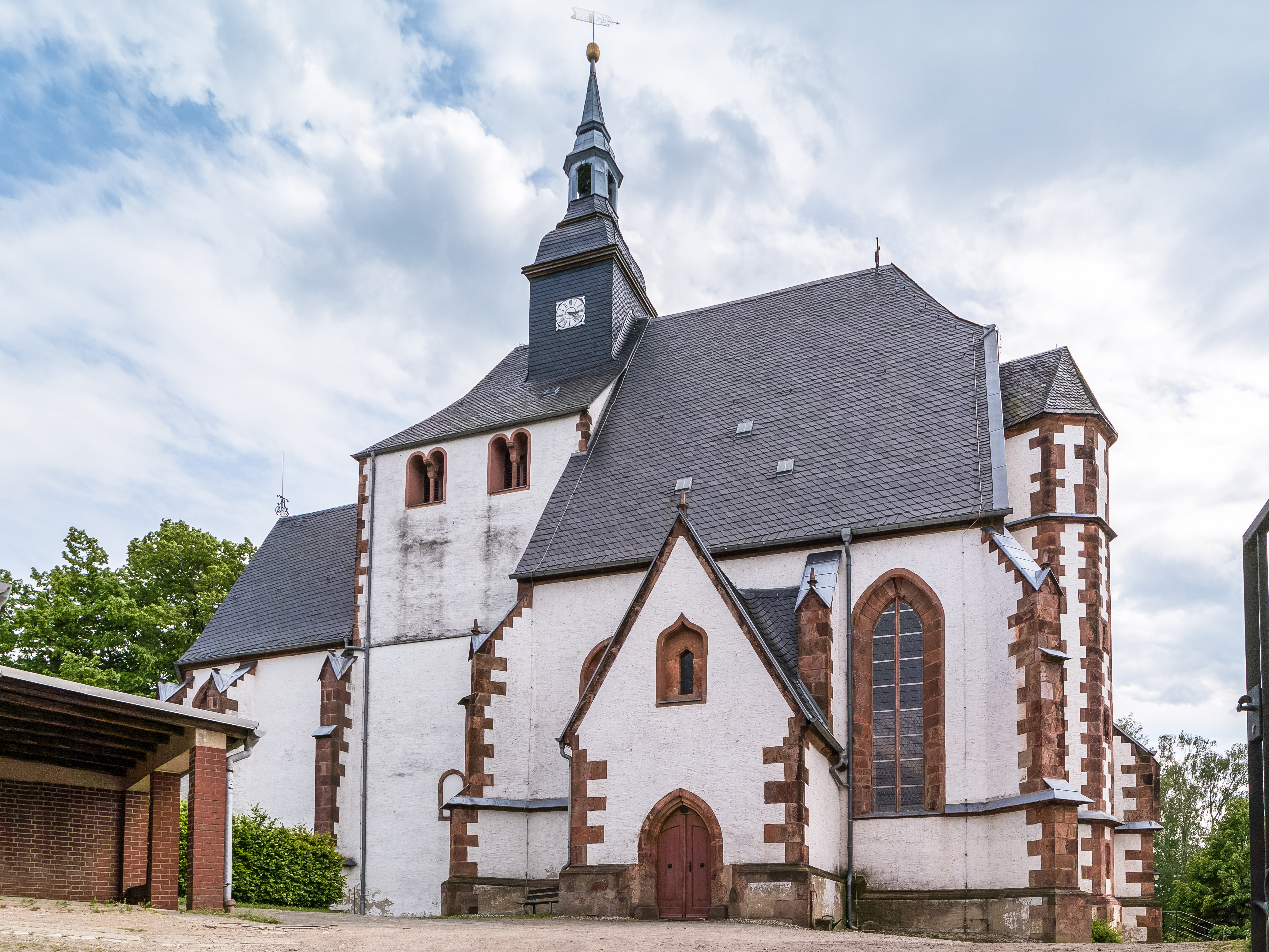
St. Marien in Wickershain

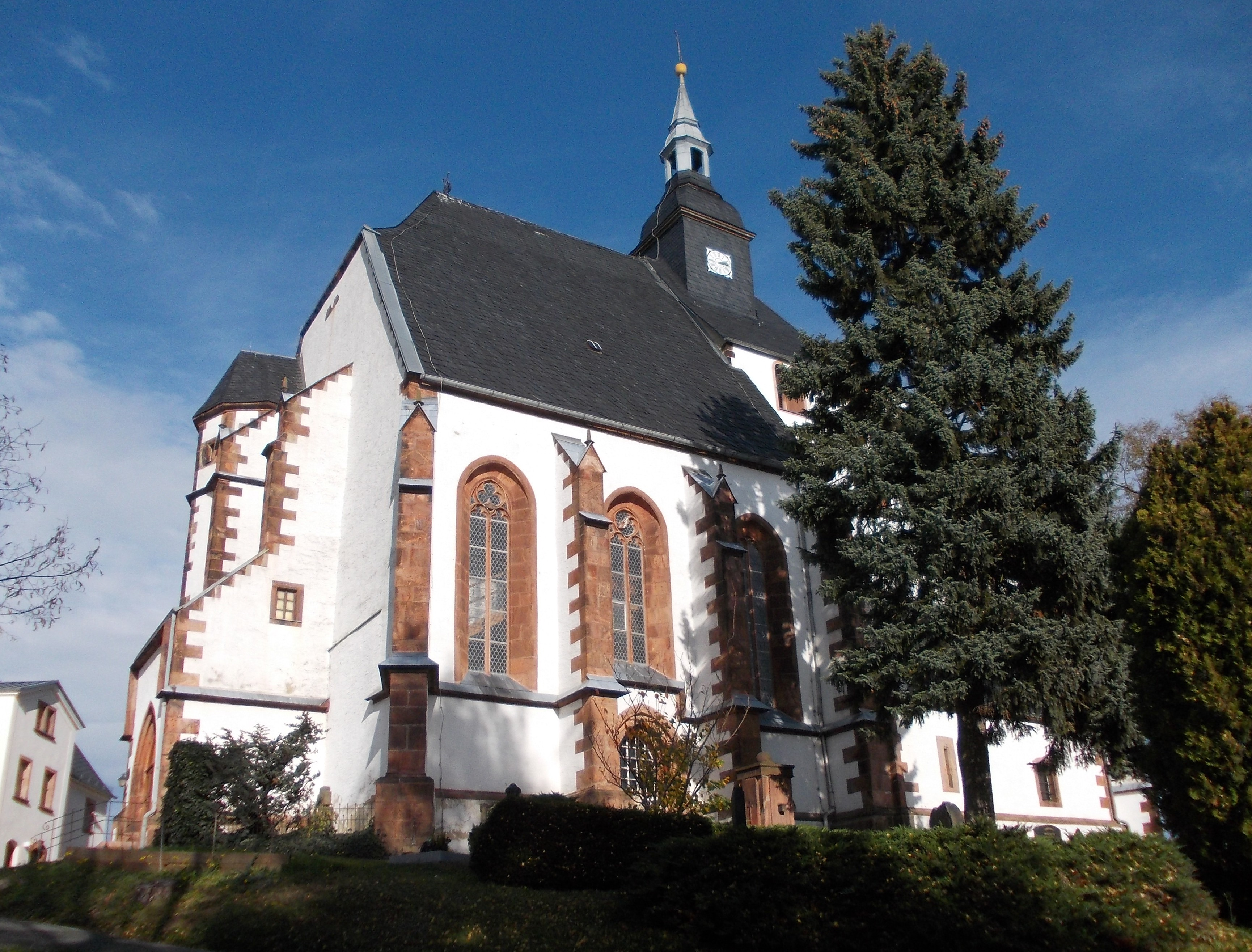
Südseite

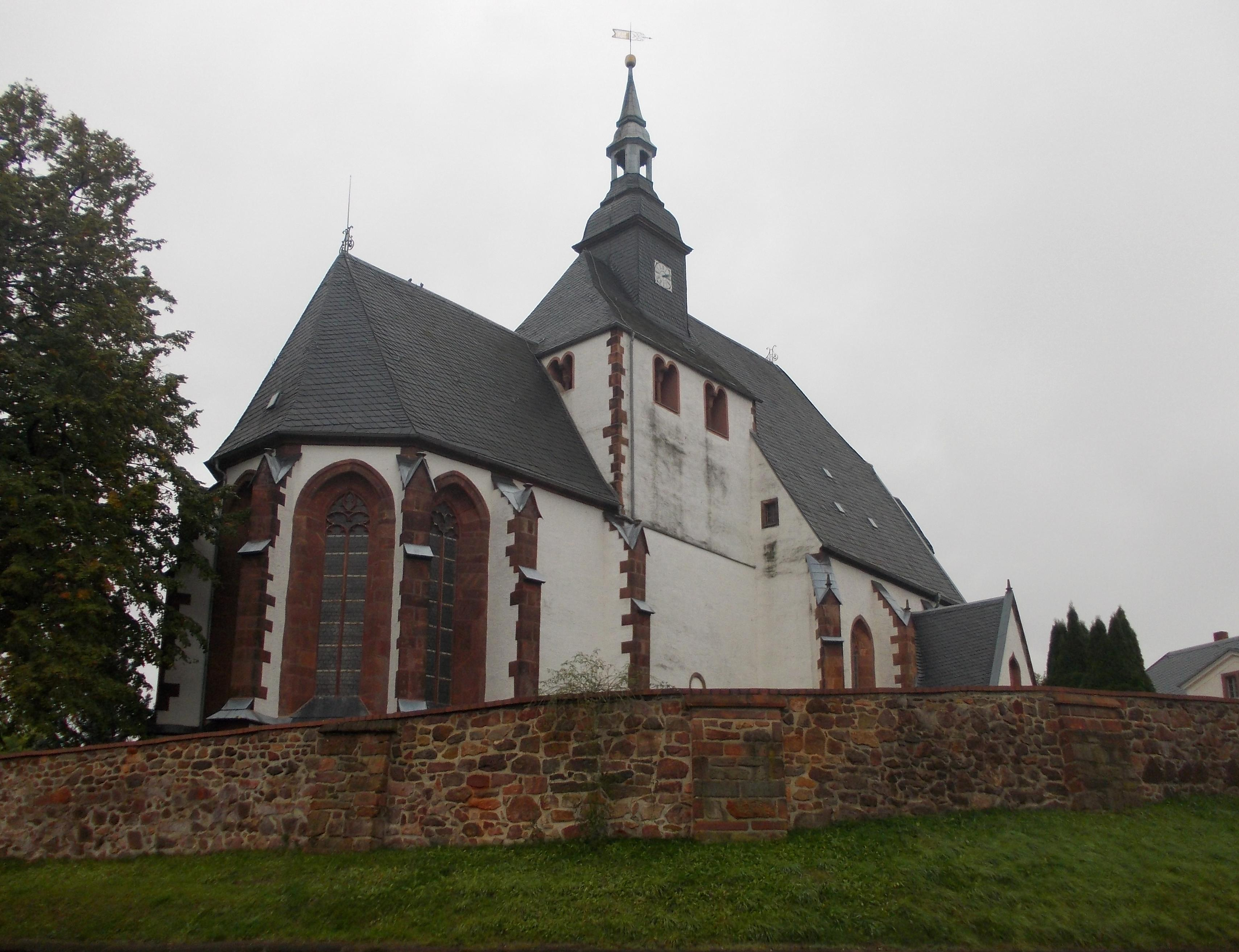
Nordostansicht

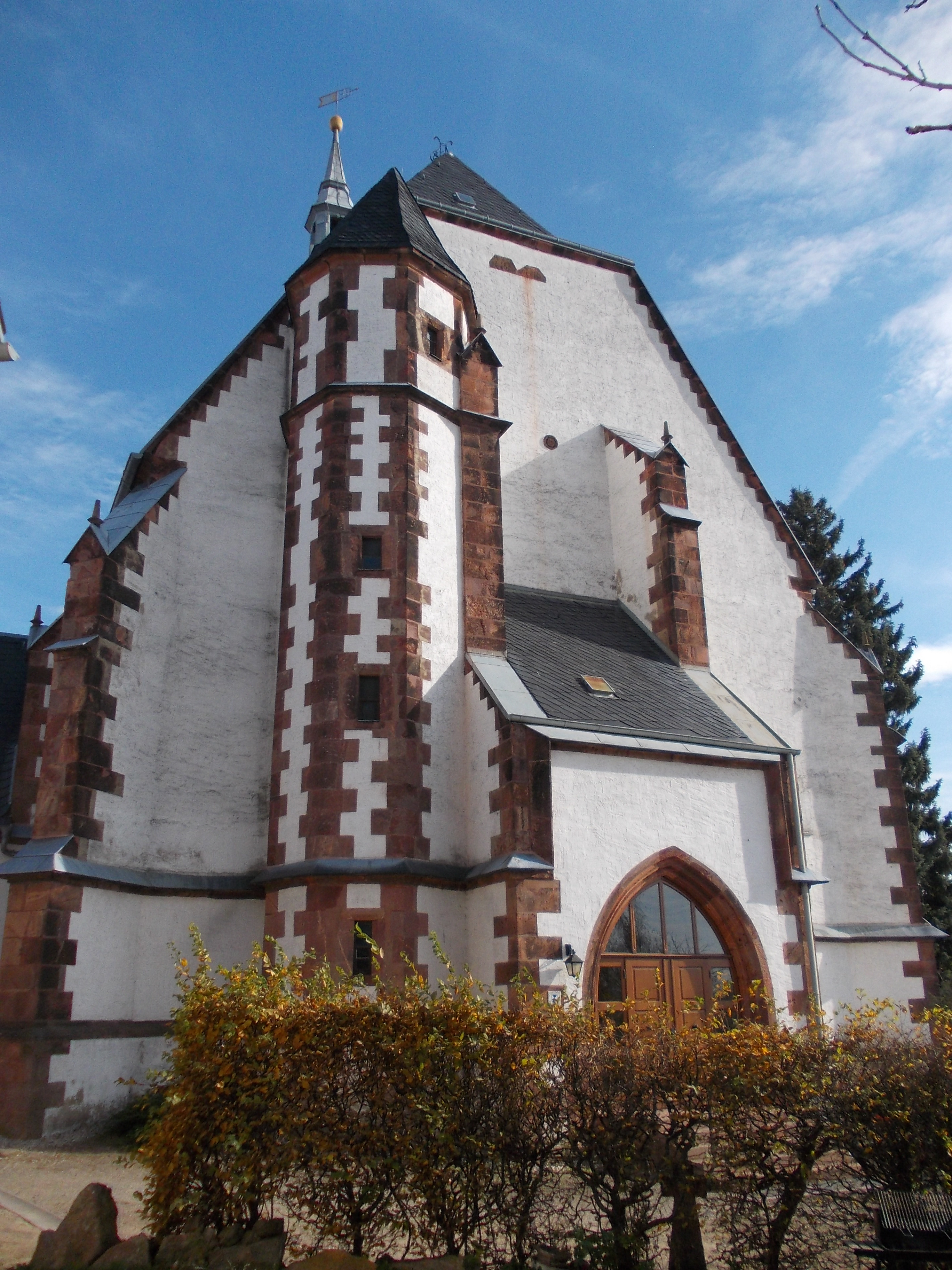
Westseite

Die evangelische Kirche St. Marien ist eine spätgotische Saalkirche im Ortsteil Wickershain von Geithain im Landkreis Leipzig in Sachsen. Sie gehört zur Kirchengemeinde Geithain im Kirchspiel Geithainer Land der Evangelisch-Lutherischen Landeskirche Sachsens.

## Geschichte
Die Kirche mit einem Chorturm und einem hohen Satteldach hat durch ihre Lage auf einer Anhöhe und durch ihre unverwechselbare Silhouette eine ausgeprägte Fernwirkung in der Landschaft. Von einem romanischen Vorgängerbau des 12. Jahrhunderts sind noch Teile des Chorhaupts und Reste der Umfassungsmauern des Schiffes erhalten. Der romanische Chorturm wurde im 13. Jahrhundert erbaut. Eine als wundertätig verehrte Madonnenfigur war Anlass für Wallfahrten und erforderte eine Vergrößerung der Kirche. Ab 1424 wurde der Chor durch eine Rochlitzer Bauhütte erweitert und 1441 eingewölbt. Danach wurde der Saal bis 1475 erweitert und erhöht, wie aus einer Inschrift am Südportal hervorgeht. 
Nachdem der Ablassprediger Johann Tetzel auch an diesem Ort wirkte, wurde im Jahr 1539 die Reformation eingeführt. Ungeachtet dessen wurde noch 1592 ein Ablass erteilt. Im Jahr 1648 wurden die ursprünglich hohen Turmspitzen und das Dach der Kirche nach Blitzschlag zerstört. Trotz der Verluste im Dreißigjährigen Krieg gelang die Wiederherstellung der Kirche bereits im folgenden Jahr. Im Jahr 1853 wurde die Kirche restauriert. Nach Sicherung der einsturzgefährdeten Decke im Schiff wurde die Kirche seit 1995 wiederhergestellt.

## Architektur
Das Bauwerk wurde als verputzter Quaderbau mit einem annähernd quadratischen Saal, einem eingezogenen Chorturm und einem dreiseitigen Chorschluss auf einem feinprofilierten Sockel errichtet. Durch das hohe Dach wirkt das Bauwerk trotz seiner Länge kompakt. Am gotischen Chor sind Strebepfeiler mit geschweiftem, oberem Abschluss erbaut; das Maßwerk der spitzbogigen Chorfenster zeigt Schneuße. An der Südseite des Chores wurde die Sakristei angebaut. Am Chorturm über einem quadratischen Grundriss sind gekuppelte rundbogige Klangarkaden angeordnet; der Turmaufsatz stammt aus barocker Zeit.
Das Kirchenschiff ist im Grundriss quadratisch und war auf eine Wölbung angelegt, wie die Strebepfeiler beweisen. Spitzbogenfenster mit feingearbeitetem Maßwerk erhellen  das Innere. Ein kleiner polygonaler Treppenturm ist an der Westseite angebaut. Ein vermauerter Schlussstein mit kursächsischem Wappen ist über der westlichen Vorhalle eingebaut. Ein spitzbogiges Portal mit gekehltem Gewände erschließt das Bauwerk.
Das Innere zeigt eine überraschende Tiefenwirkung, welche durch die einheitliche Gewölbehöhe entsteht. Das Schiff wird durch ein Spiegelgewölbe mit Stuckornamenten abgeschlossen und weist an drei Seiten zweigeschossige Emporen mit fein profilierten Pfeilern und Brüstungen auf. Ein tiefer rundbogiger Triumphbogen führt in den früheren romanischen Chor mit einem Sterngewölbe, das unter den Gewölbeanfängern Männer- und Frauenbüsten aufweist. Im Chorpolygon sind Figurenkonsolen mit Adlern, Männer- und Engelbüsten sowie Spruchbändern angebracht.
An der Nord- und Südseite des Chores sind barocke Betstuben aus dem 18. Jahrhundert mit Pilastergliederungen und geschweiften Aufsätzen angeordnet. Die Vorhallen auf der Nord- und Westseite sind mit Kreuzrippengewölben geschlossen. Die westliche Vorhalle zeigt im Schlussstein einen leeren Wappenschild im Dreipass, in der nördlichen ist am Gewölbeansatz ein Schild mit der Aufschrift maria angebracht.

## Ausstattung
Der barocke Säulenaltar stammt aus dem 18. Jahrhundert und zeigt in der Mitte ein Kruzifix vor einer gemalten Landschaft, flankiert von den Figuren Moses und Johannes des Evangelisten. Die gleichfalls barocke Kanzel wird von einer hohen schlanken Säule getragen und zeigt am Korb Rollwerk und Kartuschen aus dem 18. Jahrhundert. Der Taufstein mit einer Engelsfigur ist auf das Jahr 1753 datiert. Eine kielbogige Sakramentsnische mit einem Zinnenkranz wurde gegen Ende des 15. Jahrhunderts geschaffen. Aus ihrem Fußgesims entwickelt sich eine Lilie.
Die Orgel ist ursprünglich ein Werk von Johann Ernst Hähnel aus dem Jahr 1770, stammt aus der Sachsenburger Anstaltskirche und wurde im Jahr 1930 hierher versetzt. Zwei Glocken wurden im Jahr 1753 gegossen und im Turm aufgehängt. Sie wurden mehrfach, zuletzt 1986 und 1988 erneuert.

## Geläut
Das Geläut besteht aus vier Bronzeglocken, der Glockenstuhl ist aus Eichenholz gefertigt.
Es folgt eine Datenübersicht des Geläutes:
| Nr. | Gussdatum | Gießer                        | Durchmesser | Masse   | Schlagton |
| --- | --------- | ----------------------------- | ----------- | ------- | --------- |
| 1   | 1903      | Glockengießerei Gebr. Jauck   | 1270 mm     | 1170 kg | es′       |
| 2   | 1988      | Glockengießerei S. Schilling  | 1065 mm     | 670 kg  | g′        |
| 3   | 1985      | Glockengießerei S. Schilling  | 845 mm      | 310 kg  | b′        |
| 4   | 1922      | Glockengießerei Bruno Pietzel | 657 mm      | 146 kg  | des″      |